# Acción de bombeo

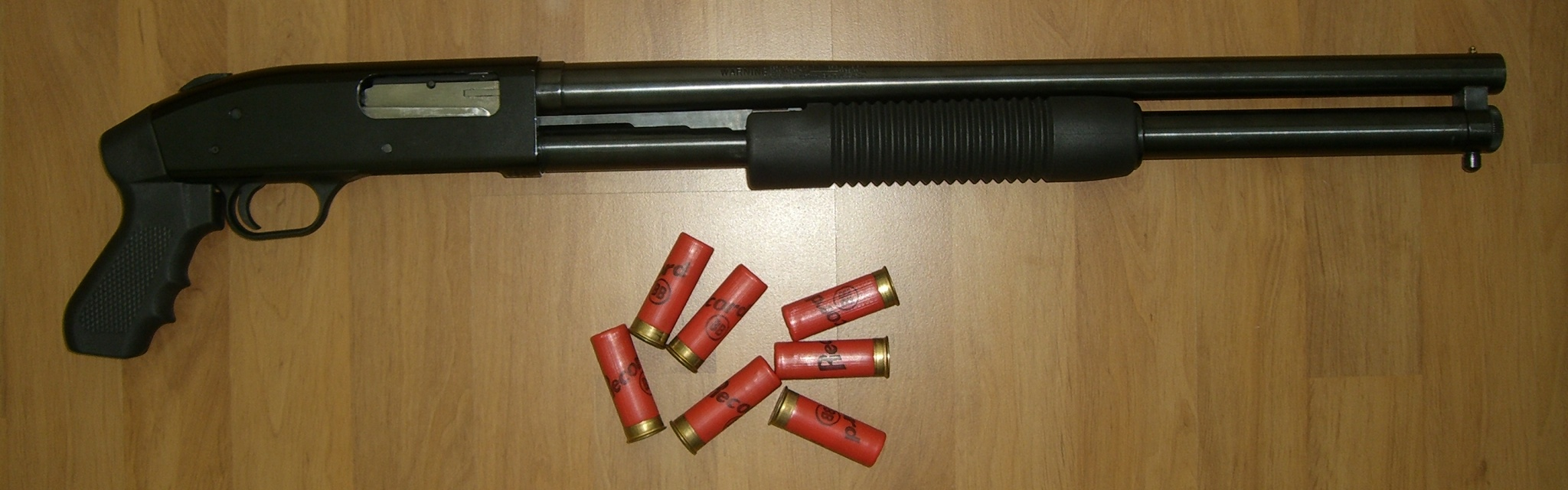
Una Mossberg 500 calibre 12, con pistolete.

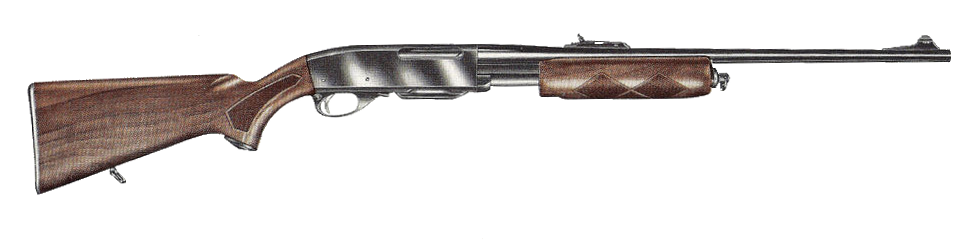
Un Remington Modelo 760, fusil de corredera calibre 7,62 mm.

Un fusil o una escopeta con acción de bombeo o de repetición es aquella arma con un guardamanos que hay que deslizar hacia atrás y adelante para eyectar el casquillo de la bala disparada e introducir un nuevo cartucho en la recámara. Es un sistema de recarga mucho más rápido que el de palanca y el de cerrojo, y no precisa retirar de la culata la mano que acciona el gatillo al recargar. También es comúnmente llamado acción de corredera.

## Historia
La primera patente de un arma con acción de bombeo fue otorgada en 1854 a Alexander Bain, en Inglaterra.
Las escopetas con acción de bombeo antiguas frecuentemente tienen una mayor cadencia de disparo que una escopeta semiautomática moderna, ya que carecen del desconector de gatillo y pueden disparar un nuevo cartucho según la velociodad con que se acciona el mecanismo de recarga, al mismo tiempo que se mantiene presionado el gatillo. Esta técnica es llamada "disparo en cadena", y fue frecuentemente empleada con la Winchester Modelo 1897 en la guerra de trincheras de la Primera Guerra Mundial.
Las escopetas con acción de bombeo modernas tienen una menor cadencia que una escopeta semiautomática, pero la acción de bombeo le permite al tirador utilizar cartuchos de diferentes tipos, así como los de baja potencia o especializados. Las escopetas semiautomáticas deben utilizar una parte de la energía de cada cartucho disparado para accionar sus mecanismos de recarga, lo que significa que deben ser cargadas con cartuchos lo suficientemente potentes para funcionar correctamente. La acción de bombeo evita esta limitación. Además, como todas las armas accionadas manualmente, aquellas con acción de bombeo son más fiables que las semiautomáticas en condiciones adversas, tales como exposición al polvo, arena o condiciones climáticas extremas. En consecuencia, hasta fechas recientes, las escopetas de combate eran en su mayor parte modelos con acción de bombeo.

## Ventajas
La cadencia de un arma con acción de bombeo, aunque menor que la de una semiautomática, es bastante rápida. La operación manual le permite al arma con acción de bombeo utilizar cartuchos de diversa potencia, tales como los no-letales, lo cual no es posible en armas accionadas por retroceso o los gases del disparo. La simplicidad de un arma con acción de bombeo en comparación con una semiautomática también aumenta su durabilidad y reduce costos. Además se ha observado que el tiempo necesario para recargar le permite al tirador el poder seleccionar un nuevo blanco, evitando así el gasto innecesario de munición.
Una ventaja de la acción de bombeo sobre la de cerrojo es su facilidad de uso por tiradores diestros y zurdos: al igual que las armas de palanca, las de acción de bombeo son frecuentemente recomendadas como ambidiestras en los manuales de cacería. Sin embargo, la mayoría no son realmente ambidiestras, ya que los casquillos y cartuchos vacíos son eyectados lateralmente en muchos modelos. 

## Desventajas
Al igual que la mayoría de fusiles de palanca, las escopetas y fusiles con acción de bombeo utilizan un depósito tubular fijo. Esto hace que su recarga sea lenta, ya que los cartuchos deben ser insertados individualmente en el depósito. Sin embargo, algunas escopetas y fusiles con acción de bombeo, tales como la Bandayevsky RB-12 rusa, la Valtro PM-5 italiana y el Remington Modelo 7600 estadounidense utilizan cargadores extraíbles.  

## Descripción
Un arma con acción de bombeo es habitualmente alimentada desde un depósito tubular situado bajo el cañón, que a la vez sirve como guía del guardamanos móvil, aunque algunos modelos (como el fusil Remington 760 y sus sucesores) son alimentados mediante cargadores extraíbles. Los cartuchos son introducidos en el depósito tubular uno por uno a través de una abertura del cajón de mecanismos, siendo empujados hacia adelante. Un pestillo en la parte posterior del depósito sujeta los cartuchos dentro de este hasta el momento de ser empleados. Si se desea cargar completamente el arma, se puede introducir un cartucho en la recámara a través de la abertura de eyección o cargar uno desde el depósito mediante la acción e introduciendo otro en el depósito. Existen escopetas con acción de bombeo alimentadas mediante cargadores e incluso tambores, las cuales pueden o no permitir la introducción del cargador sin tener que expulsar el primer cartucho de este.

## Operación
Casi todas las armas con acción de bombeo precisan mover el guardamanos hacia atrás y adelante para recargar. El guardamanos está conectado al cerrojo mediante una o dos barras; se considera que dos barras son mejores porque ejercen fuerzas simétricas sobre el cerrojo y el guardamanos, reduciendo así las probabilidades de bloqueo. El movimiento hacia atrás y adelante del cerrojo en un modelo alimentado desde un depósito tubular también activa el elevador, que sube los cartuchos desde el depósito hasta la recámara.
Después de disparar un cartucho, el cerrojo se desacopla y el guardamanos puede moverse. El tirador desliza hacia atrás el guardamanos para así poder recargar el arma. Esto hace que el cerrojo se desacople y se mueva hacia atrás, extrayendo y eyectando el cartucho disparado de la recámara, armando el martillo e iniciando la carga de un nuevo cartucho. En un arma con depósito tubular, mientras que el cerrojo se mueve hacia atrás, un nuevo cartucho es extraído del depósito y empujado hacia el elevador.
Cuando el guardamanos llega al final de su recorrido y empieza a ser deslizado hacia adelante, el elevador sube un nuevo cartucho y lo alinea con la recámara. Al moverse el cerrojo hacia adelante, empuja el cartucho dentro de la recámara y el recorrido final del guardamanos hace que este se cierre. Al apretarse el gatillo se dispara el cartucho y el ciclo se reinicia.
La mayoría de armas con acción de bombeo no tienen un medio para indicar que se les ha terminado la munición, haciendo posible que el tirador tenga el arma vacía sin darse cuenta. El riesgo de quedarse inesperadamente sin munición puede ser reducido en un arma con depósito tubular manteniéndola siempre llena, insertando un nuevo cartucho en este luego de cada disparo. Esto es especialmente importante durante una cacería, ya que varios lugares limitan legalmente la capacidad del depósito: por ejemplo, tres cartuchos para una escopeta y cinco cartuchos para un fusil.
La carabina automática BSA empleaba un singular mecanismo con acción de bombeo que también precisaba retorcer el guardamanos.
Otra variante fue la escopeta plegable Burgess de fines del siglo XIX, en la cual se manipulaba una manga alrededor de la empuñadura en lugar del guardamanos. El tirador la empujaba hacia atrás y adelante para cargar y recargar el arma. Se utilizó este sistema porque la acción de bombeo donde se accionaba el guardamanos estaba patentada en aquella época.

## Escopetas

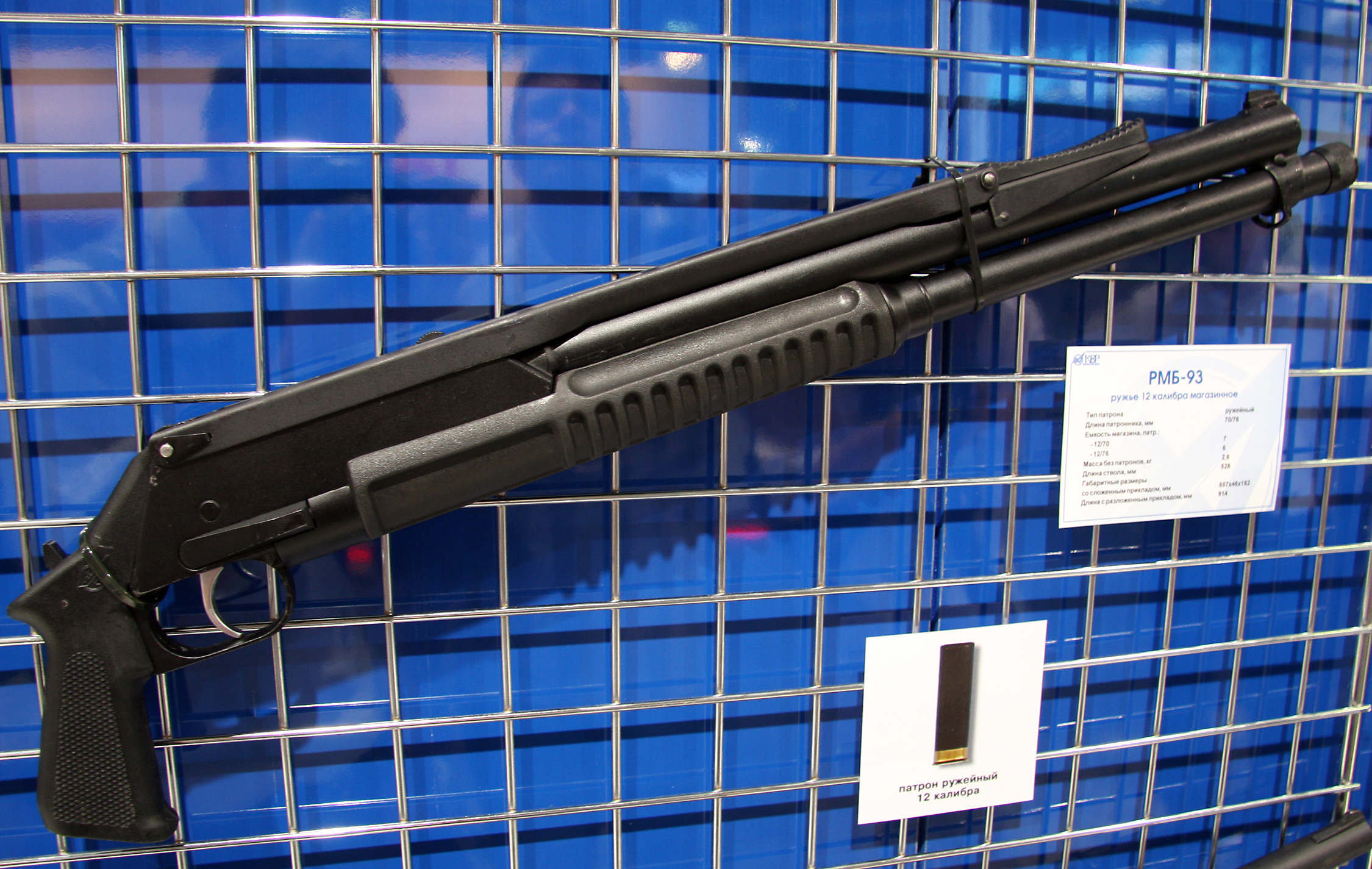
La RMB-93 es una escopeta con acción de bombeo que tiene el depósito tubular encima del cañón.

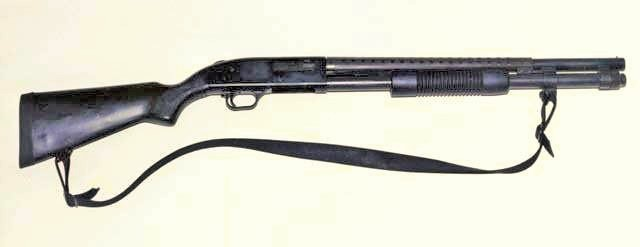
La Mossberg 590 tiene el cañón encima del depósito tubular.

Las escopetas con acción de bombeo, también llamadas escopetas de corredera, son un tipo de escopetas que se caracterizan por la forma en que los cartuchos vacíos son eyectados y los nuevos cartuchos son cargados. El arma tiene un solo cañón encima de un depósito tubular, en el cual se insertan los cartuchos. La carga se efectua empujando hacia atrás el guardamanos, para luego llevarlo a su posición original y así introducir el cartucho en la recámara (en algunos modelos, esta acción está al revés). Los guardamanos son reemplazables y las escopetas modernas pueden incluir un pistolete para mejorar la sujeción, rieles Picatinny o una linterna táctica.

### Desconectores de gatillo
Las escopetas con acción de bombeo modernas, tales como la Remington 870 y la Mossberg 500, tienen una característica de seguridad llamada desconector de gatillo, el cual lo desconecta del martillo mientras el cerrojo retrocede, haciendo que este deba ser apretado nuevamente al cerrarse el cerrojo. Muchas de las primeras escopetas con acción de bombeo, como la Winchester Modelo 1897, no tenían desconectores de gatillo y podían disparar inmediatamente después que el cerrojo se cerrara si se mantenía apretado el gatillo. Algunos tiradores opinan que esto les permite una mayor cadencia de fuego, prefiriendo modelos sin esta característica como las escopetas Ithaca 37, Stevens Modelo 520/620 y Winchester Modelo 1912.

## Fusiles y carabinas

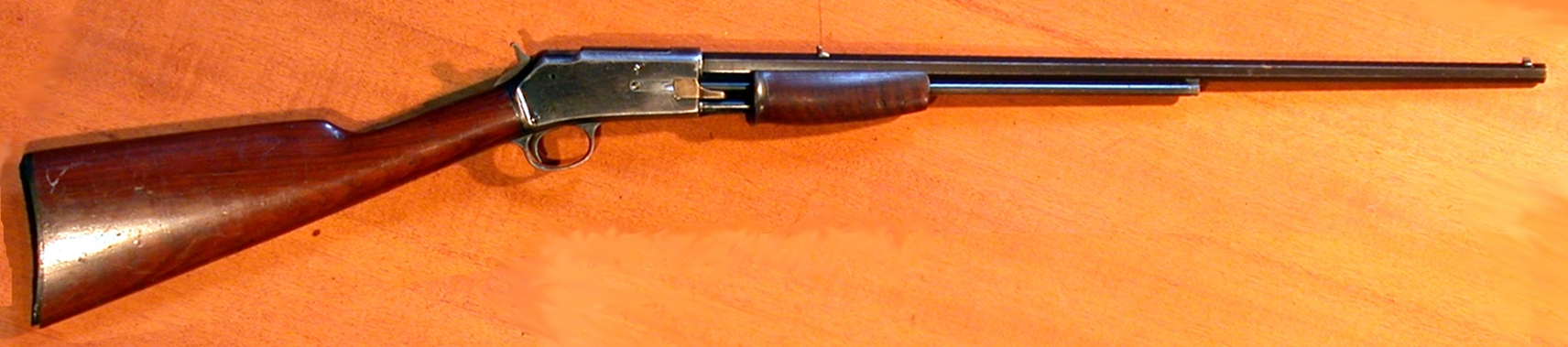
Una carabina Colt Lightning.

Cuando es empleada en fusiles, esta acción también es usualmente llamada acción deslizante, aunque en el siglo XIX era generalmente llamada acción de trombón.
La Colt's Manufacturing Company produjo desde 1884 hasta 1904 la carabina Colt Lightning, que disparaba el cartucho .44-40 Winchester. Otros fusiles con acción de bombeo fueron fabricados por Marlin, Browning y Remington.

## Armas de aire comprimido
El término "acción de bombeo" también es aplicado a diversas réplicas de airsoft y armas de aire comprimido que emplean un mecanismo similar para cargar un perdigón y comprimir el muelle del pistón, o armas neumáticas que emplean una bomba para comprimir el aire necesario para el disparo.

## Lanzagranadas

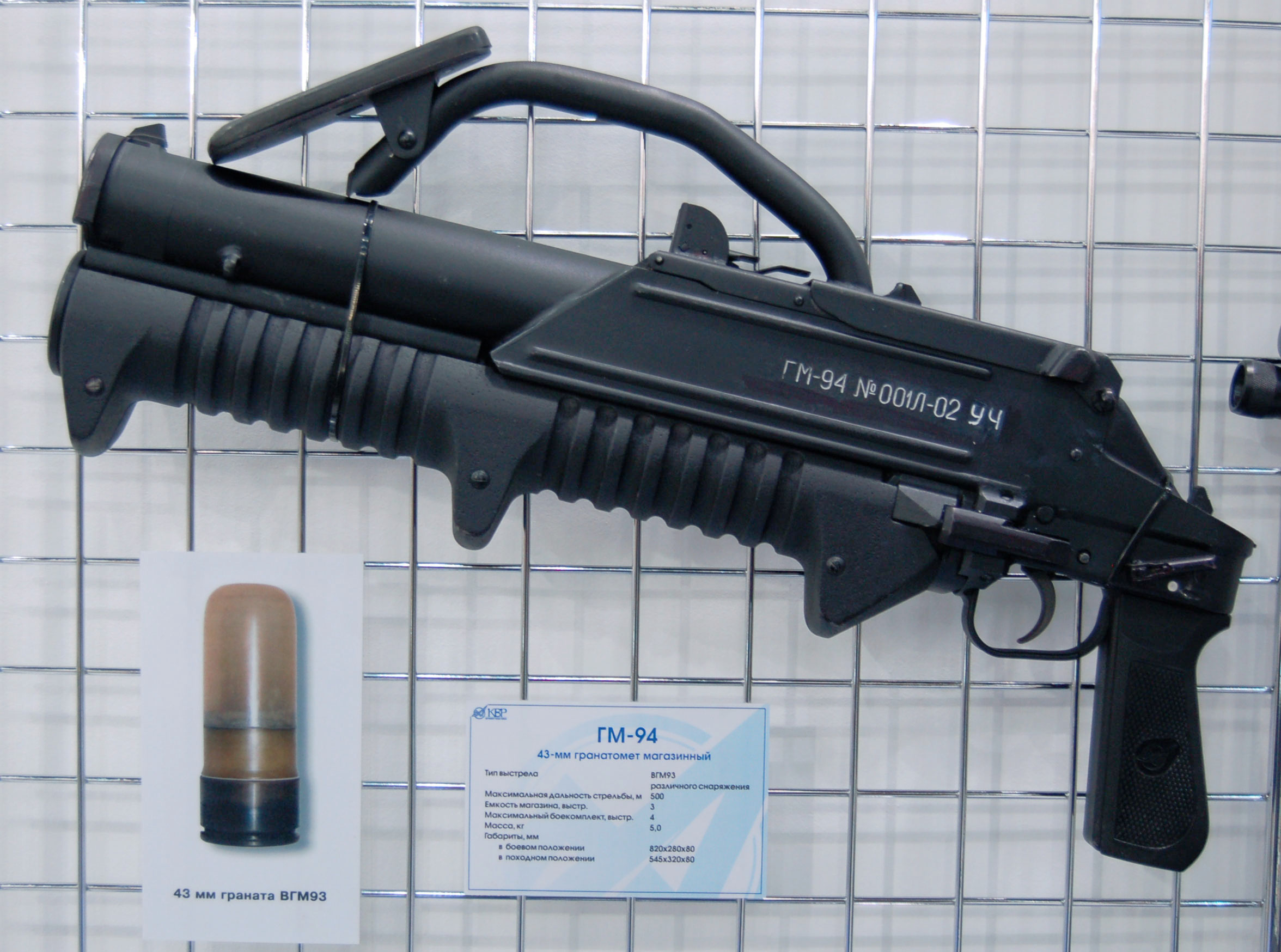
Lanzagranadas ruso GM-94 con acción de bombeo.

El GM-94 es un lanzagranadas con acción de bombeo calibre 43 mm, desarrollado por el KBP Instrument Design Bureau para las Fuerzas Especiales rusas. Lleva tres granadas en un depósito tubular situado encima del cañón.
Otro lanzagranadas con acción de bombeo fue el China Lake, que fue empleado en cantidad limitada por los SEAL en la guerra de Vietnam.